# Acton Eric Ostling
Acton Eric Ostling (Chester, 13 april 1906 – Sarasota, 1 september 1993) was een Amerikaans componist, dirigent, trombonist en eufoniumspeler. Hij was het zesde en jongste kind van het echtpaar Gustav Eric Ostling (1861-1916) en Amanda Josephine Molander (1863-1964). Zijn ouders waren van Zweedse afkomst en emigreerden naar de Verenigde Staten. 

## Levensloop
Ostling studeerde aan het Ithaca College School of Music in Ithaca (New York) en behaalde aldaar zijn Bachelor of Music. Vervolgens studeerde hij aan de Ohio State University in  Columbus waar hij zijn Master of Music behaalde. Zijn studies voltooide hij aan de Universiteit van Michigan in Ann Arbor.
Van 1926 tot 1928 was hij trombonist en eufoniumspeler in het harmonieorkest van Patrick Conway. Vervolgens was hij docent en dirigent van het harmonieorkest van de Endicott High School in New York. Naast een groot aantal van bewerkingen van klassieke muziek voor harmonieorkest schreef hij ook eigen werk en is auteur van een instrumentatieleer voor harmonieorkesten. 

## Composities

### Werken voor harmonieorkest
- 1950 The Band in Style
- 1956 Johnny Bandsman
- 1956 We'll All Have Fun
- 1959 Liza Jane
- 1966 Chapel Chimes

### Kamermuziek
- Fanfare and Air, voor trompet-/cornettrio

### Werken voor slagwerk
- Gavotte for Percussion, voor slagwerkensemble
- Suite for Percussion, voor 4 slagwerkers (2 kleine trommen, snare drumsticks, triangel, woodblock, hangend bekken (medium), grote trom, groot woodblock, hangend bekken (large), pauken, 3 tempelbloks, buisklokken)
  1. March for Membranes
  2. Dance o' Woods
  3. Metallics
  4. Finale
- Variations on a Rhythmic Theme
- Polonaise Brillante, voor marimba

### Pedagogische werken
- 1946 First competition : solo drum
- Student Instrumental Course: Duets for Flute Students
- Student Instrumental Course Duets for Clarinet Students (samen met: Fred Weber)
- Student Instrumental Course Tunes for Alto Saxophone Technic (samen met: Fred Weber)
- Student Instrumental Course Duets for Alto Saxophone Students (samen met: Fred Weber)
- Student Instrumental Course: Tunes For Tenor Saxophone Technic
- Student Instrumental Course: Duets for Cornet Students
- Student Instrumental Course: Duets for Trombone Students
- Student Instrumental Course: Tunes For Tuba Technic
- Three R's for Snare Drum, Volume 1